# Eoin Colfer
Eoin Colfer (Wexford, 14 de mayo de 1965) es un escritor irlandés. Entre sus obras se destacan la serie de Artemis Fowl.

## Vida
Eoin Colfer nació y creció en Wexford, Irlanda. Tiene cuatro hermanos, Paul, Eamon, Donal, y Niall. De niño asistió a la escuela Wexford Christian Brothers School. Su padre, Billy, era maestro de escuela primaria, así como artista e historiador. Su madre, Noreen, era una profesora de teatro. Desde la primaria demostró gran pasión por la escritura, leyendo libros sobre vikingos inspirado por sus lecciones de historia, cuando cursaba sexto grado de primaria escribió su primer trabajo: una obra de teatro sobre vikingos en la que todos los personajes morían, menos él. En 1986, Colfer se recibió como maestro de escuela, pero continuó escribiendo en su tiempo libre.
Luego de dejar la escuela, obtuvo su grado en la Universidad de Dublín y calificó para maestro de primaria, regresando a su trabajo en Wexford. Se casó en el año 1991 y junto con su esposa, Jackie, pasaron cuatro años trabajando en Arabia Saudí, Túnez e Italia.
Su primer libro Benny y Omar, basado en sus experiencias en Túnez, fue publicado en 1998. Y luego fue traducido a varios idiomas. En el 2001, fue publicado el primer libro de la serie Artemis Fowl, lo que le permitió abandonar su trabajo como maestro y dedicarse de tiempo completo a la escritura. Actualmente, Eoin Colfer vive en Irlanda con su esposa y dos hijos. 
Una de sus frases más conocidas es "Continuaré escribiendo hasta que la gente pare de leer o me quede sin ideas. Por suerte, nada de esto ocurrirá pronto".
Cuando Eoin Colfer está de gira presentando un libro, no habla sobre éste. Él confesó que en sus giras anuncia que el nuevo libro está a la venta y luego comienza a contar historias cómicas sobre su infancia.
Colfer, también, estuvo a cargo de la sexta parte de la famosa trilogía La guía del autoestopista galáctico de Douglas Adams.

## Obra

### Serie deArtemis Fowl

#### Libros principales
- Artemis Fowl (Artemis Gwarth, 2001)
- Artemis Fowl: Encuentro en el Ártico (Artemis Gwarth ac antur Yr Arctig, 2002 y 2009)
- Artemis Fowl: El Cubo B (Artemis Fowl and the Eternity Code, 2003)
- Artemis Fowl: La venganza de Opal (Artemis Fowl and the Opal Deception, 2005)
- Artemis Fowl: La cuenta atrás (2006)
- Artemis Fowl: Y su peor enemigo (Artemis Fowl and the Time Paradox, 2009)
- Artemis Fowl: La hora de la verdad (Artemis Fowl and the Atlantis Complex, 2010)
- Artemis Fowl: El último guardián (2012)

#### Historias
- Artemis Fowl: El Séptimo Enano (historia corta; 2004)
- Los Archivos de Artemis Fowl (libro extra; 2004)
- Los archivos de Artemis Fowl  (2007)

### Otros
La obra de Colfer comprende:
- Benny y Omar (1998)
- Benny y Babe (1999)
- Going Potty (1999)
- La Lista de Deseos (2000)
- Los Divertidos Pies de Ed (2000)
- La Cama de Bes (2001)
- La Leyenda de Spud Murphy (2004)
- Futuro Azul (El supernaturalista) (2004)
- La Leyenda de los Dientes del Capitán Crow (2006)
- Investigaciones Media Luna (2006)
- La Leyenda del Peor Chico en el Mundo (2007)
- Airman (novela)  (2008)

## Estilo literario
El estilo de Colfer se basa en la voz de un narrador que usa constantemente la ironía y un fino sentido del humor. Hace que sus relatos se acerquen a la realidad mediante el uso de localizaciones reales y menciones a sucesos verídicos e incluso a marcas comerciales verdaderas.
Cultiva principalmente la literatura juvenil de aventuras. Dentro del género, escribió obras tanto fantásticas ("Artemis Fowl") como realistas ("El caso cero"). Se suelen situar en la actualidad, pero hay excepciones (como "Airman", que se sitúa varios siglos en el pasado, o "Futuro azul", un relato futurista). En estas novelas, apenas aparecen elementos románticos o trágicos, dado que se centra en la aventura y el humor.
Sus protagonistas suelen tener un toque de antiheroísmo, al no ser respetado por la sociedad. El caso más extremo es su personaje más famoso, Artemis Fowl.
Sus obras, cuya extensión se suele contar entre las 200 y las 400 páginas, tienden a dividirse en al menos 10 o 12 capítulos largos, y no suelen superar los 20. No suele hacer más divisiones que esta, aunque algunas de sus obras ("Artemis Fowl III" y "Airman", por ejemplo) agrupan los capítulos en varios grupos.